# Phó mẫu

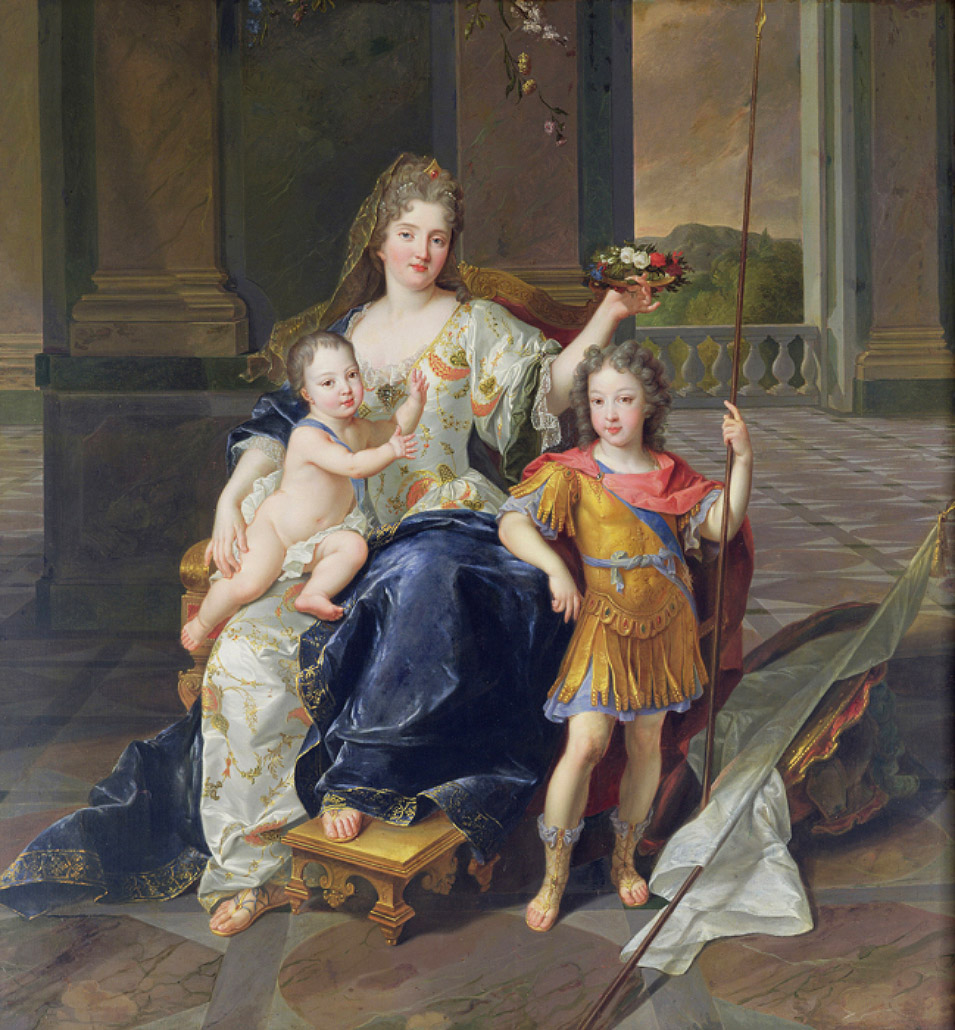
Duchess de la Ferte và Vua Louis XV (trên đùi).

Phó mẫu (chữ Hán: 傅母 hay 傅姆), cũng gọi nôm na Nữ gia sư, là một dạng nghề nghiệp hay chức danh dành cho các phụ nữ thường là trung niên, có học thức chuyên đảm nhiệm dạy dỗ con cháu nhà quý tộc hay thậm chí hoàng tộc.
Khác với nhũ mẫu chuyên về chăm nom bú mớm, và bảo mẫu thiên về các công việc vặt, phó mẫu lại thiên về giáo dục, dù nhìn chung thì cả ba khái niệm nghề nghiệp này hay bị chồng lấn lên nhau. Từ thời thượng cổ Trung Quốc, tuy bảo mẫu và nhũ mẫu hay chồng khái niệm lẫn nhau, nhưng phó mẫu luôn được định nghĩa riêng biệt, và đối với những gia đình hay triều đại trọng lễ nghĩa thì phó mẫu có vị trí rất lớn. Nguyên do là bởi vì các phó mẫu lãnh trách nhiệm bước đầu cơ bản cho các con cháu quý tộc, xa hơn là các Hoàng tử và Hoàng nữ.
Nghĩa tiếng Anh của chức vị này tương đương với ["Governess"], cũng là những người rất được trọng vọng trong gia đình vương thất Châu Âu, và đa phần bọn họ đều xuất thân quý tộc.

## Lịch sử

### Đông Á
Từ thời Tiên Tần, phó mẫu đã xuất hiện và khái niệm tách bạch hẳn bảo mẫu (kiêm nhũ mẫu). Phu nhân của Tống Cộng công là Bá Cơ, trong sách Cốc Lương truyện (谷梁传), tuy tìm được bảo mẫu, nhưng không tìm được phó mẫu của mình, không chịu tự tìm đường sống mà cuối cùng bị lửa thiêu chết. Có thể thấy rõ, chức trách và địa vị của bảo mẫu và phó mẫu khác hẳn nhau, và phó mẫu mang nghĩa truyền đạt tri thức, như một người thầy giáo, còn bảo mẫu (hay nhũ mẫu) lại mang nghĩa mẹ thứ, sau mẹ ruột.
Sách Thái bình ngự lãm (太平御览) đời nhà Tống, dẫn Tam lễ đồ (三礼图) có nói về phó mẫu: ["Phó mẫu, chuyên tuyển những lão ẩu không chồng con để giảng về đạo phụ nữ, lại dùng thay lời (của nữ chủ) để ứng đối người ngoài"; 古者傅母，选无夫与子而老贱晓习妇道者，使之应对也。]. Sách Tư trị thông giám, có nói về Đỗ Thu Nương là phó mẫu của Chương vương, Hồ Tam Tỉnh (胡三省) từng ghi chú: ["Phó mẫu, tức nữ sư vậy"; 傅母，女师也。].
Loại hình nữ gia sư này không chỉ tồn tại ở Trung Quốc, mà cả Nhật Bản, Triều Tiên cùng Việt Nam. Ở Nhật Bản, gia đình quý tộc và triều đình luôn tuyển những người phụ nữ phục vụ bên cạnh nam chủ nhân hay nữ chủ nhân, ấy gọi là Nữ phòng (女房). Thời Heian có rất nhiều Nữ phòng kiêm thiếp, hay nữ gia sư cho con cái trong nhà, lại không ít người xuất thân quan lại mà vào cung lãnh trách nhiệm nữ quan phục vụ các Hoàng hậu, danh tiếng của họ rất được biết đến trong hoàng cung, như Murasaki Shikibu, Sei Shōnagon và Sagami. Thời nhà Triều Tiên, có các Huấn Dục thượng cung (訓育尚宮) chuyên dạy dỗ các Vương tử, Vương nữ thậm chí là các tiểu cung nữ.
Trong lịch sử Việt Nam tuy khá ít đề cập đến phó mẫu, nhưng trong nội cung luôn có nhiều nữ học sĩ có nhiệm vụ giáo dưỡng với chức trách tương tự, như Lễ nghi học sĩ Nguyễn Thị Lộ và Lễ Chiêu nghi Nguyễn Thị Duệ đều nổi tiếng với chức trách này. Thời nhà Nguyễn, trong hậu cung có khá nhiều nữ sư với thân phận nữ quan giáo dưỡng các Hoàng tử và Hoàng nữ, thậm chí có thể trở thành phi tần, như Lễ tần Nguyễn Thị Bích.

### Phương Tây
Các phó mẫu cũng xuất hiện ở phương Tây, với loại hình ["Governess"]. Từ thời Trung Cổ, "Governess" đã xuất hiện đặc biệt trong gia đình quý tộc và vương thất, bởi vì chưa có nhiều nơi truyền đạt tri thức như trường học, và đa phần các "Governess" gắng bó với nữ chủ hơn. Rất nhiều "Governess" xuất thân từ quý tộc, và có ảnh hưởng lớn đến nữ chủ của mình, như Kat Ashley là phó mẫu của Elizabeth I của Anh; hay Margaret Plantagenet, Nữ Bá tước xứ Salisbury là phó mẫu của Mary I của Anh.
Ở Châu Âu, phó mẫu chuyên dạy kĩ năng cơ bản nhất cho các đứa trẻ quý tộc, được gọi là [the three Rs], tức gồm viết, đọc và toán học. Đối với các bé gái, sẽ có thêm những thứ ngoài lệ như kỹ năng xã giao (đánh đàn, múa, hát và đọc thơ), việc nhà và ngoại ngữ, bởi vì các bé trai khi trưởng thành sẽ có môi trường giáo dục riêng biệt và hoàn thiện hơn bởi các nam gia sư khác.